# Lepanthes tenuiloba
Lepanthes tenuiloba là một loài thực vật có hoa trong họ Lan. Loài này được R.E.Schult. & Dillon mô tả khoa học đầu tiên năm 1959.